# Bezirk Tuchów
Bezirk Tuchów – dawny powiat (Bezirk) kraju koronnego Królestwo Galicji i Lodomerii, funkcjonujący w latach 1854–1867. Siedzibą starostwa było miasto Tuchów.

## Historia
Bezirk Tuchów utworzono w ramach reformy uwłaszczeniowej z okresu Wiosny Ludów (1848–1849), która likwidowała jurysdykcję właściciela ziemskiego nad poddanymi. W Galicji, dominium – jako podstawowa jednostka administracyjna i filar systemu feudalnego straciło rację bytu. Konieczne stało się zatem wprowadzenie nowego systemu administracyjnego, którego zręby powstały w latach 1851–1855. Nowy trójstopniowy podział administracyjny objął 21 cyrkułów (niem. Kreise), 179 małych powiatów (niem. Bezirke) i ponad 6000 gmin (niem. Gemeinde). 
Bezirk Tuchów objął obszar o wielkości 4,4 mil², zamieszkany przez 23.671 ludzi i podzielony na 27 gmin katastralnych, w tym jedno miasto  (Tuchów) i jedno miasteczko (Ryglice). Wszedł w skład cyrkułu tarnowskiego, jako jeden z jego dziesięciu powiatów.
Po nadaniu Galicji autonomii oraz powołaniu samorządu gminnego i powiatowego w 1865 zlikwidowano cyrkuły (Kreise). Dotychczasowe małe powiaty (Bezirke) w liczbie 179, utrzymały się do 1867 roku, kiedy to w następstwie kolejnej reformy administracyjnej (23 stycznia 1867) zostały zastąpione przez 74 większych powiatów. Obszar zniesionego Bezirk Tuchów wszedł wtedy w skład nowych powiatów  tarnowskiego i pilzneńskiego (vide podzał w tabeli poniżej).  Powiat pilzneński zniesiono 1 kwietnia 1932, a gminy Dzwonowa, Lubcza, Wola Lubecka i Zwiernik włączono do powiatu ropczyckiego. 23 lipca 1934 gminy Dzwonowa, Lubcza i Wola Lubecka przeniesiono z powiatu ropczyckiego do powiatu jasielskiego.

## Podział administracyjny (1854)
| Lp. | Gmina jednostkowa                | Powierzchnia | Ludność | Powiat w 1867 po zniesieniu |
| --- | -------------------------------- | ------------ | ------- | --------------------------- |
| 1   | Tuchów (M)                       | 2085         | 2061    | tarnowski                   |
| 2   | Brzozowa                         | 2585         | 2147    | tarnowski                   |
| 3   | Lubaszowa                        | 575          | 368     | tarnowski                   |
| 4   | Meszna i Garbek                  | 1180         | 630     | tarnowski                   |
| 5   | Uniszowa                         | 675          | 337     | tarnowski                   |
| 6   | Wola Lubecka                     | 1030         | 670     | pilzneński                  |
| 7   | Budyń (I i II)                   | 2485         | 271     | pilzneński                  |
| 8   | Zwiernik                         | 2485         | 764     | pilzneński                  |
| 9   | Zabłędza                         | 830          | 600     | tarnowski                   |
| 10  | Bistuszowa                       | 1330         | 485     | tarnowski                   |
| 11  | Burzyn                           | 1340         | 510     | tarnowski                   |
| 12  | Chojnik                          | 1445         | 970     | tarnowski                   |
| 13  | Golanka                          | 610          | 335     | tarnowski                   |
| 14  | Dzwonowa                         | 765          | 356     | pilzneński                  |
| 15  | Gromnik                          | 2065         | 925     | tarnowski                   |
| 16  | Dąbrówka                         | 625          | 459     | tarnowski                   |
| 17  | Siedliska                        | 2255         | 1073    | tarnowski                   |
| 18  | Karwodrza                        | 1495         | 335     | tarnowski                   |
| 19  | Kielanowice                      | 550          | 328     | tarnowski                   |
| 20  | Kowalowy                         | 2035         | 1071    | tarnowski                   |
| 21  | Łowczów                          | 700          | 460     | tarnowski                   |
| 22  | Lubcza                           | 4140         | 1921    | pilzneński                  |
| 23  | Meszna Szlachecka                | 915          | 476     | tarnowski                   |
| 24  | Piotrkowice z Lipiem i Liszanami | 1175         | 421     | tarnowski                   |
| 25  | Joniny                           | 1875         | 893     | tarnowski                   |
| 26  | Ryglice (m)                      | 4445         | 2674    | tarnowski                   |
| 27  | Zalasowa                         | 4820         | 2113    | tarnowski                   |

Objaśnienie:
(M) = miasto; (m) = miasteczko